# Czarny Róg (Pisz)
Czarny Róg (deutsch Faulbruchswerder) ist ein kleiner Ort in der polnischen Woiwodschaft Ermland-Masuren, der zur Gmina Pisz (Stadt- und Landgemeinde Johannisburg) im Powiat Piski (Kreis Johannisburg) gehört.

## Geographische Lage
Der Weiler (polnisch Osada)  Czarny Róg liegt auf einer Landzunge im Roschsee (auch Warschausee, polnisch Jezioro Roś) in der östlichen Woiwodschaft Ermland-Masuren, sechs Kilometer nordöstlich der Kreisstadt Pisz (deutsch Johannisburg).

## Geschichte
Die vor 1871 Werder genannte Försterei wurde im Jahr 1837 gegründet und gehörte bis 1945 zum Staatsforst Johannisburg. Faulbruchswerder war ein Wohnplatz innerhalb des Gutsbezirks Lupken (polnisch Łupki) im Kreis Johannisburg im Regierungsbezirk Gumbinnen (ab 1905 Regierungsbezirk Allenstein) der preußischen Provinz Ostpreußen.
Am 30. September 1928 wurde die Ortschaft Faulbruchswerder von der Gemeinde Lupken getrennt und mit dem benachbarten Gutsbezirk Faulbruch (polnisch Imionek) in die Landgemeinde Maldaneyen (1938–1945 Maldaneien, polnisch Maldanin) umgegliedert.
Als 1945 in Kriegsfolge das südliche Ostpreußen nach Polen überstellt wurde, war auch Faulbruchswerder betroffen. Es erhielt die polnische Namensform Czarny Róg. Heute ist der kleine Ort eine Ortschaft im Verbund der Stadt- und Landgemeinde Pisz (Johannisburg) im Powiat Piski (Kreis Johannisburg), bis 1998 der Woiwodschaft Suwałki, seither der Woiwodschaft Ermland-Masuren zugehörig.

## Religionen
Bis 1945 war Faulbruchswerder in die evangelische Kirche Johannisburg in der Kirchenprovinz Ostpreußen der Evangelischen Kirche der Altpreußischen Union sowie in die römisch-katholische Kirche in Johannisburg im damaligen Bistum Ermland eingepfarrt. 
Heute ist ebenfalls in der Kreisstadt Pisz die jeweilige Pfarrei, die jetzt zum Bistum Ełk der Römisch-katholischen Kirche in Polen bzw. zur Diözese Masuren der Evangelisch-Augsburgischen Kirche in Polen gehört.

## Verkehr
Czarny Róg liegt östlich der polnischen Landesstraße 63 und ist von ihr vom Abzweig Maldanin (Maldaneyen, 1938–1945 Maldaneien) auf einem nur teilweise ausgebauten Landweg über Imionek (Faulbruch) zu erreichen. Eine Bahnanbindung besteht nicht.